# NGC 1518
NGC 1518 è una galassia a spirale barrata situata nella costellazione dell'Eridano, a una distanza di circa 27 milioni di anni luce dalla nostra Via Lattea.

## Scoperta
La galassia è stata scoperta il 13 novembre 1835 dall'astronomo britannico John Herschel.

## Descrizione
NGC 1518 ha una classe di luminosità IV-V e presenta una larga riga a 21 cm dell'idrogeno neutro.
Nella galassia sono presenti anche regioni di idrogeno ionizzato.